# Ministarstvo demografije i useljeništva Republike Hrvatske
Ministarstvo demografije i useljeništva je središnje tijelo državne uprave u Republici Hrvatskoj koje se bavi demografijom i useljeništvom.

## Djelokrug
Ministarstvo demografije i useljeništva obavlja stručne i druge poslove koji se odnose na praćenje i analizu demografskih trendova i kretanja u Republici Hrvatskoj, posebice promjene u broju stanovnika, prirodnom kretanju stanovništva migracijama i strukturi stanovništva; predlaže mjere usmjerene na porast nataliteta, uravnoteženje dobne strukture, održanje prostorne ravnoteže stanovništva; predlaže mjere za poticanje ostanka u Hrvatskoj, mjere podrške roditeljstvu te mjere usmjerene na usklađivanje obiteljskog i profesionalnog života; nadzor i praćenje primjene propisa o doplatku za djecu, rodiljnim i roditeljskim dopustima i naknadama, pomoći za opremu novorođenog djeteta; usklađuje rad državnih i ostalih tijela pri ostvarivanju aktivnosti demografskog razvitka i populacijske politike; predlaže Vladi Republike Hrvatske promjene zakona i drugih propisa iz područja demografske politike; obavlja poslove usmjerene na podizanje svijesti i edukaciju građana o važnosti demografskih pitanja i revitalizacije stanovništva; pruža potporu lokalnoj i regionalnoj (područnoj) samoupravi te organizacijama civilnoga društva u razradbi vlastitih programa usmjerenih na demografski razvitak.
Ministarstvo u suradnji s drugim nadležnim tijelima obavlja poslove koji se odnose na stvaranje uvjeta za povratak i useljavanje pripadnika hrvatskog iseljeništva (dijaspore) u Republiku Hrvatsku i njihovo uključivanje u gospodarski i društveni život u Republici Hrvatskoj; predlaže politiku poticanja i pomoći povratka i useljavanja pripadnika hrvatskog iseljeništva; provodi mjere i programe za integraciju povratnika i useljenika iz hrvatskog iseljeništva.

## Povijest
Prethodni naziv ovoga ministarstva bio je »Ministarstvo za demografiju, obitelj, mlade i socijalnu politiku Republike Hrvatske«. Dolaskom na vlast petnaeste vlade RH nakon izbora za Sabor 2020. godine, ministarstvo je ukinuto, a djelokrug socijalne politike i obitelji predan je Ministarstvu rada, mirovinskog sustava, obitelji i socijalne politike Republike Hrvatske, dotadašnjem »Ministarstvu rada i mirovinskog sustava«.
Sastavljanjem šesnaeste vlade RH nakon parlamentarnih izbora 2024. godine, ministarstvo je ponovno pokrenuto kao Ministarstvo demografije i useljeništva, a ministrom je postao teolog Ivan Šipić, pripadnik Domovinskog pokreta.

## Ustroj
Aktualan ustroj ministarstva čine:
- Kabinet ministra
- Glavno tajništvo
- Uprava za upravljanje javnim politikama za demografsku revitalizaciju i useljeništvo
- Uprava za provedbu javnih politika za demografsku revitalizaciju
- Uprava za provedbu javnih politika za useljeništvo
- Samostalna služba za unutarnju reviziju

## Ministri
Resorima demografije / socijalne politike i obitelji kroz njihovu su povijest i razna nazivlja od osamostaljenja Republike Hrvatske upravljali sljedeći ministri.
| vlada          | ministar/ministrica | naziv dužnosti                                                     | početak mandata     | završetak mandata   |
| -------------- | ------------------- | ------------------------------------------------------------------ | ------------------- | ------------------- |
| 1.             | Stjepan Zdunić      | ministar društvenog planiranja                                     | 30. svibnja 1990.   | 4. listopada 1990.  |
| 2.             | Stjepan Zdunić      | ministar društvenog planiranja                                     | 30. svibnja 1990.   | 4. listopada 1990.  |
| 3.             | Gojko Šušak         | ministar iseljeništva                                              | 2. kolovoza 1991.   | 18. rujna 1991.     |
| 3.             | Zdravko Sančević    | ministar iseljeništva                                              | 2. prosinca 1991.   | 12. kolovoza 1992.  |
| 4.             | Josip Juras         | ministar rada, socijalne skrbi i obitelji                          | 12. kolovoza 1992.  | 3. travnja 1993.    |
| resori ukinuti |                     |                                                                    |                     |                     |
| 6.             | Marijan Petrović    | ministar povratka i useljeništva                                   | 13. studenog 1996.  | 1. lipnja 1999.     |
| 6.             | Jure Radić          | ministar razvitka, useljeništva i obnove                           | 18. svibnja 1999.   | 27. siječnja 2000.  |
| resori ukinuti |                     |                                                                    |                     |                     |
| 12.            | Milanka Opačić      | ministrica socijalne politike i mladih                             | 23. prosinca 2011.  | 22. siječnja 2016.  |
| 13.            | Bernardica Juretić  | ministrica socijalne politike i mladih                             | 23. siječnja 2016.  | 19. listopada 2016. |
| 14.            | Nada Murganić       | ministrica za demografiju, obitelj, mlade i socijalnu politiku     | 19. listopada 2016. | 19. srpnja 2019.    |
| 14.            | Vesna Bedeković     | ministrica za demografiju, obitelj, mlade i socijalnu politiku     | 19. srpnja 2019.    | 15. srpnja 2020.    |
| 15.            | Marin Piletić       | ministar rada, mirovinskoga sustava, obitelji i socijalne politike | 23. srpnja 2020.    | 17. svibnja 2024.   |
| 16.            | Ivan Šipić          | ministar demografije i useljeništva                                | 17. svibnja 2024.   | –                   |